# Russell Erxleben
(en) Statistiques sur pro-football-reference
Russell Erxleben, né le 13 janvier 1957 à Seguin, au Texas, est un joueur américain de football américain et investisseur de devises.
Il partage le record du plus long field goal, soit 67 yards, dans l’histoire de la National Collegiate Athletic Association (NCAA) (si ce n’est l’histoire du football américain universitaire), établi à l’origine en 1977 alors qu’il joue pour les Longhorns de l’université du Texas. Erxleben est élu trois fois vainqueur de All-American (1976, 1977 et 1978).
Il est sélectionné au premier tour de la draft 1979 de la NFL, un événement extrêmement rare pour un kicker. Après une carrière de six ans dans la NFL, il devient un investisseur de devises. Reconnu coupable de fraude sur les valeurs immobilières en 1999, il est libéré de la prison fédérale en 2005. Il est de nouveau reconnu coupable de fraude liée aux investissements en 2014 et condamné à 90 mois (sept ans et demi) de prison dans une prison fédérale.

## Jeunesse
Erxleben grandit dans la petite ville de Seguin, au Texas, située à environ 56 kilomètres à l’est de San Antonio, également au Texas, où il se distingue en tant que kicker du lycée. Il a un style de coup de pied droit conventionnel, utilisant une approche en deux temps. Très suivi par les recruteurs, il entre à l’université du Texas en 1975.

## Carrière universitaire
Erxleben se fait rapidement une réputation de botteur fiable pour les Longhorns. En décembre de sa première année, il participe au Bluebonnet Bowl contre les Buffaloes de l'université du Colorado. Malgré des ennuis précoces dans le match, y compris un field goal manqué et un point additionnel bloqué, Erxleben inscrit un but dans le match en fin de match, brisant l'égalité et assurant la victoire au Texas,.
En 1977, lors d’un match contre les Owls de l’université Rice, il établit le record du plus long field goal dans l’histoire de la NCAA avec un coup de pied de 67 yards. L'entraîneur-chef, Fred Akers, déclare à propos du coup de pied : « C'était comme un coup de feu. Nous ne pouvions pas croire qu'une balle allait si loin. Ca aurait pu être huit yards de plus. ». Erxleben marque deux autres field goals de plus de 60 yards cette saison. Les changements de règles dans le football de la NCAA depuis 1977, notamment l’interdiction des tees pour les buts, ainsi que les changements de placement du ballon à la suite d’un field goal manqué, ont découragé de si longues tentatives, de sorte que les essais de battre le record sont maintenant rares. Le plus long, depuis les changements de règles, est survenu en 1998, lorsque Martín Gramática (en) des Wildcats de Kansas State fait une tentative de 65 yards.
Erxleben est le punter dans l'histoire de la NCAA, à avoir trois sélections All-America, en 1976, 1977 et 1978.

## Carrière professionnelle
Lors de la draft 1979, il est sélectionné au premier tour (onzième choix) par les Saints de La Nouvelle-Orléans. À l’époque, c’est la deuxième plus haute sélection de kicker dans une draft, le plus élevé étant Charlie Gogolak (en), choisi en sixième position par les Redskins de Washington lors de la draft 1966. Les Saints espéraient gagner une place dans l’alignement en lui demandant d’assumer les tâches de kicker et de punter, malgré de solides vétérans aux deux postes (Rich Szaro (en) comme kicker et Tom Blanchard (en) comme punter). Il a joué six saisons dans la NFL, principalement en tant que punter. Malgré sa brillante carrière universitaire, il n’a pas fait le Pro Bowl durant sa carrière dans la NFL.
Pour son premier match en NFL, le 2 septembre 1979, les Saints et les Falcons d’Atlanta sont prolongation avec un score de 34 à 34. À mi-parcours, un snap passe au-dessus de la tête de Erxleben et se dirige vers la ligne de but. Il ramasse le ballon et fait une passe à la hâte. Elle est interceptée par James Mayberry (en) d'Atlanta à la ligne des six yards et celui-ci la retourne pour un touchdown et une victoire de 40 à 34 des Falcons.
La semaine suivante, contre les Packers de Green Bay, Erxleben se blesse au tendon du jarret de la jambe droite, obligeant les Saints à utiliser le fullback Tony Galbreath (en) comme kicker d’urgence et le wide receiver Wes Chandler (en) comme punter. Les Saints perdent 28 à 19 et, plus tard dans la semaine, l’entraîneur Dick Nolan est contraint de signer Garo Yepremian (en), puis Rick Partridge (en), pour s’occuper des tâches de kicker et de punter, en l'absence prolongée d’Erxleben pendant le reste de la saison. La Nouvelle-Orléans termine l'année à 8-8, un match derrière les Rams de Los Angeles, qui remportent la division et jouent le Super Bowl XIV.
Après sa décevante saison rookie, Erxleben rate une tentative d'égalisation lors du premier match de la saison 1980, entraînant une défaite 26-23 contre les 49ers de San Francisco, une équipe qui avait remporté quatre matchs au cours des deux saisons précédentes. Cette défaite est la première de 14 consécutives pour les Saints, qui terminent l'année 1-15.
En 1982, les Saints recrutent Morten Andersen, qui sera le kicker titulaire de l'équipe pour les 13 prochaines saisons.
Erxleben est le représentant syndical de la Nouvelle-Orléans lors de la grève des joueurs de la NFL en 1982.
Les Saints le libèrent en 1984 après avoir recruté son remplaçant, Brian Hansen (en). Après quatre années hors du football américain, il tente de revenir avec les Lions de Detroit, mais se retire définitivement en 1988.

## Problèmes judiciaires
Après avoir pris sa retraite de la NFL, il devient investisseur financier dans le négoce de devises en fondant Austin Forex International à Austin, au Texas.
En 1999, à la suite d'un conseil, une enquête du Texas State Securities Board et de l'Internal Revenue Service s'ensuit; et Erxleben plaide finalement coupable à une accusation de complot en vue de commettre une fraude sur titres, une fraude postale et un blanchiment d’argent, et à un deuxième chef pour fraude liée à des déclarations trompeuses concernant les performances passées d’Austin Forex. Le 18 septembre 2000, Erxleben est condamné par le juge James R. Nowlin de la Cour de district des États-Unis à 84 mois de prison et condamné à payer un total de 28 millions de dollars en restitution et un million de dollars d'amende. Les avocats d'Erxleben, le cabinet d'avocats Locke, Liddell & Sapp, règlent une poursuite connexe d'un montant de 22 millions de dollars en 2000.
Le 24 janvier 2013, Erxleben est de nouveau arrêté pour diverses accusations fédérales liées à un prétendu stratagème de Ponzi. En décembre 2013, il plaide coupable à des accusations de fraude postale et de blanchiment d'argent. Le 24 février 2014, il est condamné à 90 mois de prison,.

## Famille
Le fils de Erxleben, Ryan Erxleben, est le punter de l'équipe de football des Red Raiders de l'université Texas Tech de 2009 à 2013.